# MTV Africa Music Awards 2010
Die MTV Africa Music Awards 2010 wurden am 11. Dezember 2010 in der Eko Expo Hall, Lagos in Nigeria verliehen. Die Moderation übernahm die US-amerikanische Rapperin Eve.
Gewinner des Abends waren 2Face Idibia und Fally Ipupa, die je zwei Awards gewannen. 
Als neue Kategorie wurde erstmals Best International eingeführt. Dies ist die einzige Kategorie, die an Nicht-Afrikaner vergeben wird. Die Gewinner wurden per Online-Voting ermittelt.
Als MAMA Legend wurde Anti-Apartheid-Heldin Miriam Makeba posthum geehrt. Makeba verstarb bereits im November 2008 im Alter von 76 Jahren. Die Künstlerin, die auch als „Mama Africa“ bezeichnet wurde, galt lange Zeit als verbotene Künstlerin in ihrem Heimatland Südafrika, nachdem sie in einem Anti-Apartheid-Film aufgetreten war.
Die Veranstaltung pausierte anschließend und kam erst 2014 zurück.

## Gewinner & Nominierte
Die Nominierungen wurden am 1. November 2010 verkündet. Die Gewinner sind fett markiert.

### Best Video
Fally Ipupa – Sexy Dance
- P-Square feat. J. Martins – E No Easy
- The Parlotones – Life Design
- Banky W – Strong Ting

### Brand:New
Mo’Cheddah
- Diamond Platnumz
- Muthoni
- Jojo

### Artist of the Year
2 Face
- P-Square
- Jozi
- Fally Ipupa

### Song of the Year
Liquideep – Fairytale 
- D’Banj – Fall in Love
- J.R. – Show Dem
- Banky W – Lagos Party

### Best Anglophone
Daddy Owen feat. Dunco and Kerah
- Sarkodie
- Wande Coal
- Big Nuz

### Best Francophone
Fally Ipupa
- Didier Awadi
- DJ Arafat
- Ba Ponga

### Best Lusophone
Cabo Snoop (Angola)
- Lizha James
- Paul G
- Dama Do Bling

### Best Group
P-Square 
- Radio & Weasel
- Teargas
- P-Unit

### Best Female
- Sasha
- Lizha James
- Nneka
- Barbara Kanam

### Best Male
2 Face Idibia
- Fally Ipupa
- Black Coffee
- Wande Coal

### Best International
Eminem
- Rihanna
- Drake
- Rick Ross

### MAMA Legend
- Miriam Makeba

## Auftritte
Liveauftritte gab es unter anderem von
- Liquideep
- Wande Coal
- The Parlotones
- Big Nuz
- Lizha James
- Cabo Snoop
- Banky W
- Paul G
- Public Enemy